# 奈良市立東登美ヶ丘小学校
奈良市立東登美ヶ丘小学校（ならしりつ ひがしとみがおかしょうがっこう）は、奈良県奈良市東登美ヶ丘四丁目にある公立小学校。
奈良市の北西部に位置し、北は京都府に隣接した新興住宅地域に所在する。最寄りの近鉄学園前駅まではバスで10分。

## 沿革
- 1973年4月1日 - 奈良市立登美ヶ丘小学校・奈良市立鶴舞小学校の一部を分離し、開校。
- 1974年4月1日 - 創立記念日を1973年11月1日と定める。
- 1977年12月2日 - 奈良県小学校体育研究大会が開催される。
- 2000年11月9日 - 奈良県教育委員会・奈良市教育委員会指定研究発表会（総合的な学習）が開催される。

## 児童数
| - 1973年4月1日 - 437名 - 1974年4月1日 - 558名 - 1975年4月1日 - 614名 - 1976年4月1日 - 667名 - 1979年4月1日 - 867名 - 1980年4月1日 - 815名 - 1989年4月1日 - 814名 - 1990年4月1日 - 781名 - 1991年4月1日 - 760名 - 1992年4月1日 - 716名 | - 1993年4月1日 - 679名 - 1994年5月1日 - 643名 - 1995年5月1日 - 589名 - 1996年5月1日 - 533名 - 1997年5月1日 - 470名 - 1998年5月1日 - 432名 - 1999年5月1日 - 434名 - 2000年5月1日 - 425名 - 2001年5月1日 - 415名 - 2002年5月1日 - 413名 | - 2003年5月1日 - 422名 - 2004年5月1日 - 452名 - 2005年5月1日 - 443名 - 2006年5月1日 - 502名 - 2007年5月1日 - 547名 - 2008年5月1日 - 581名 |

## 通学区域が隣接している学校
- 奈良市立ならやま小中学校
- 奈良市立平城小学校
- 奈良市立平城西小学校
- 奈良市立鶴舞小学校
- 奈良市立登美ヶ丘小学校
- 生駒市立鹿ノ台小学校
- （京都府）精華町立山田荘小学校